# Uścikowo-Folwark
Uścikowo-Folwark – osada w Polsce położona w województwie wielkopolskim, w powiecie obornickim, w gminie Oborniki.
Zobacz też: Uścikowo